# تعاضدية العمل الاجتماعي
شركة تعاضدية العمل الاجتماعي هي شركة تعاونية مغربية غير ربحية، وتتمتع بالشخصية الاعتبارية والاستقلال المالي. وتتمثل مهمتها الرئيسية في ضمان تغطية مخاطر الصحة، والعجز والوفاة للأعضاء من خلال:
- تغطية كلي أو جزئية للتكاليف الطبية وتكاليف المستشفى
- تعويض الوفاة
- تعويض في حالة العجز الصحي
- منحة مصاريف الدفن
- منحة الإحالة على المعاش
- المساعدات الاجتماعية